# Ecclesia und Synagoge

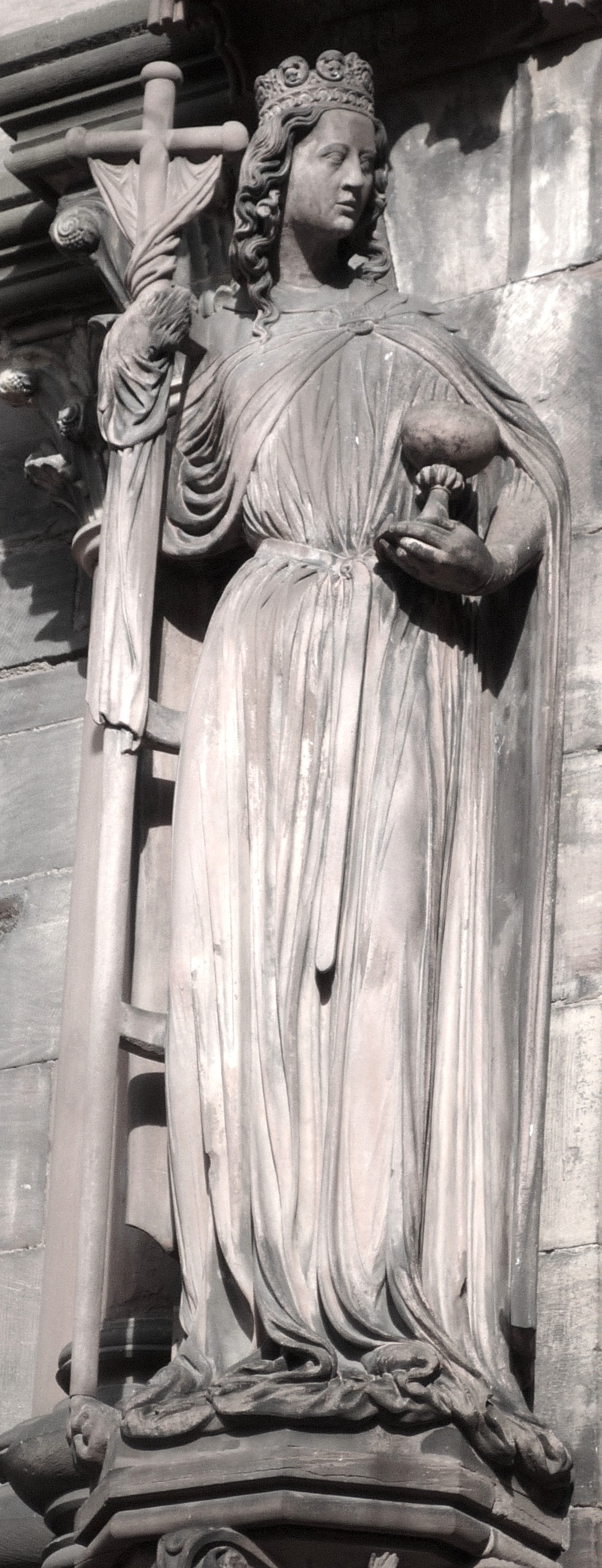
Figur der Ecclesia mit Krone, römischem Vexillum und Messkelch. Straßburg, Cathédrale Notre-Dame

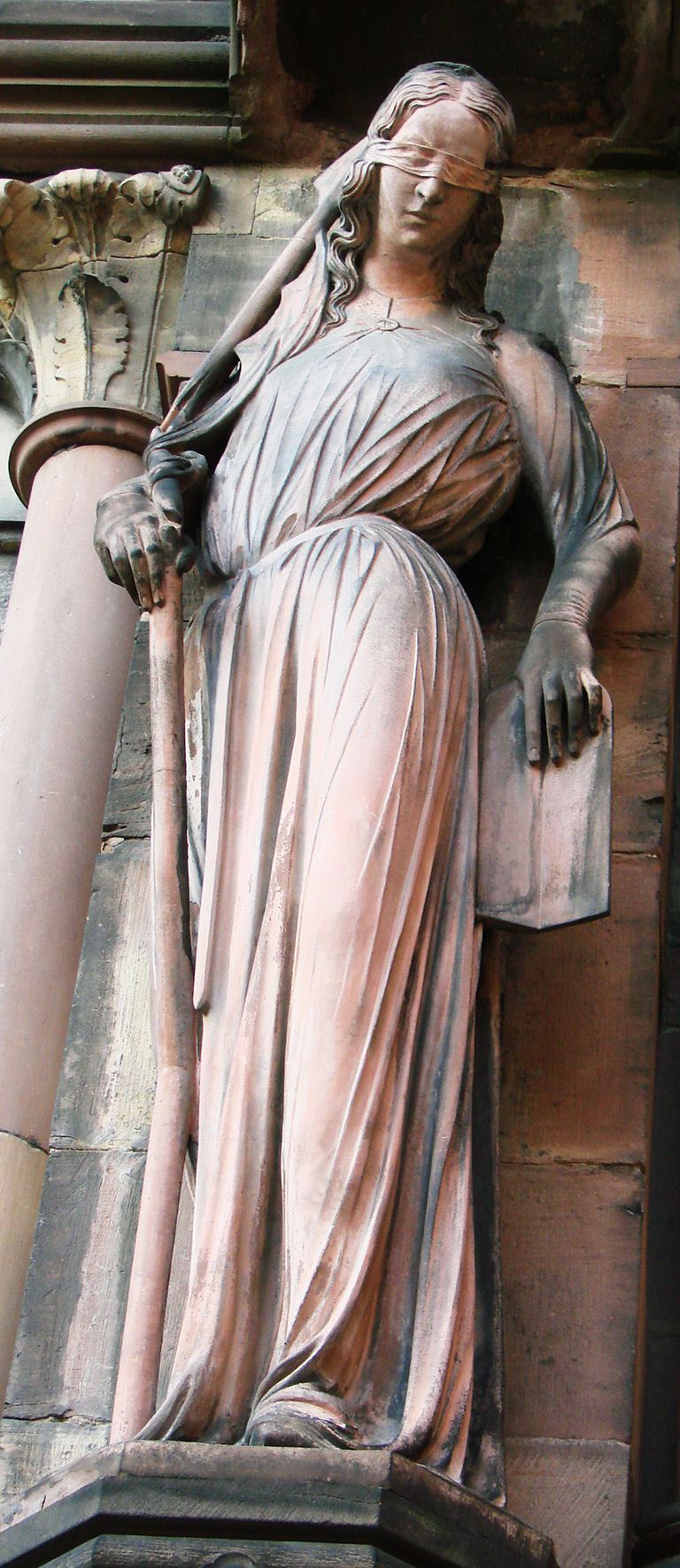
Figur der Synagoga mit verbundenen Augen, zerbrochener Fahne und Gebotstafeln. Straßburg, Cathédrale Notre-Dame

Ecclesia und Synagoge, auch Ekklesia und Synagoga, sind zwei allegorische weibliche Figuren, die in der christlichen Ikonographie des Mittelalters personifiziert das Christentum und das Judentum symbolisierten. Gemäß dem Schema von Typus und Antitypus wurden sie meist paarweise gegenübergestellt.

## Bedeutung und Herkunft der Bezeichnungen
Der Name der Figur Ecclesia ist eine kirchenlateinische Ableitung vom antiken griechischen Begriff für Volksversammlung (altgriechisch ἐκκλησία ekklēsía, Ekklesie) und wurde zunächst auf die Lokalgemeinde der Christen und im Mittelalter auf das Kirchengebäude sowie das Christentum insgesamt übertragen.
Der Figurenname Synagoge leitet sich von seiner Ursprungsbedeutung ab, die vor allem im Mittelalter nicht nur den jüdischen Sakralbau, sondern auch die jüdische Gemeinde und das Judentum als Ganzes umfasste. Im Ursprung geht das Wort auf eine altgriechische Bezeichnung für „Versammlung“ zurück. Gelegentlich wird angenommen, die allegorische Figur müsse im Unterschied zum Gebäude als „Synagoga“ bezeichnet werden. Synagoga ist jedoch lediglich eine Latinisierung des Wortes Synagoge, beide sind synonym und haben dieselbe Mehrfachbedeutung.

## Symbolik der Darstellung
Die beiden Figuren sind künstlerischer Ausdruck der Substitutionstheologie und zeigen das mittelalterliche Verständnis des Verhältnisses von Christentum und Judentum, das von starkem Überlegenheitsgefühl der christlichen Kirche gegenüber dem Judentum geprägt war.
Nach einer weiteren mittelalterlichen Deutung stellt Ekklesia das neutestamentliche Evangelium und Synagoge das alttestamentliche Gesetz dar. Das Figurenpaar von Ecclesia und Synagoge flankiert bei der üblichen Aufstellung an den Portalen von Kirchen meist eine Darstellung Jesu im Bogenfeld. Das Kirchenportal wird dadurch ikonographisch als Tür des Himmels bzw. des Heiles gekennzeichnet. Unter Bezugnahme auf das jesuanische Gleichnis von den klugen und törichten Jungfrauen (Matthäus 25,1–13 ) sind die beiden Frauengestalten dabei als „Bräute Christi“ zu deuten. Während die Ecclesia auf das himmlische Hochzeitsmahl vorbereitet erscheint, wendet sich die Synagoge in blindem Unverständnis ab. Wenn auch blind für das christliche Heilsgeschehen, so wird nach neutestamentlichem Verständnis der aus christlicher Sicht wahre Messias am Ende der Welt schließlich den Schleier von den Augen der Synagoge, der Allegorie des von Gott erwählten Volkes (Dtn 7,6–9 ), entfernen, um sie ebenfalls zum Heil zu führen (Röm 11,1–36 ).

### Figur der Ecclesia
Ecclesia ist als eine schöne, stolze Frauenfigur dargestellt. Meist trägt sie eine Krone als Herrschaftszeichen, hält ein Kreuz als Zeichen für das Christentum und einen Kelch als Zeichen für den neuen Bund in ihren Händen. In der paarweisen Darstellung triumphiert Ecclesia über Synagoge.

### Figur der Synagoge
Synagoge wird meist als schwache, geschlagene Frau und oft mit abgewandtem Gesicht gezeigt, die gegen die Ecclesia nicht bestehen kann. Dazu gehören die am Boden liegende Krone und die gebrochene Lanze als Symbole der abgegebenen Vorherrschaft an das Christentum. Über den Augen trägt sie eine Binde, als Illustration für die Blindheit des Judentums gegenüber Jesus von Nazaret als dem Messias. Darüber hinaus besitzt Synagoge oft weitere symbolische Attribute wie eine der Hand entgleitende Torarolle oder sie hält einen Ziegenkopf (als Symbol des Sündenbocks). Manchmal wird sie gemeinsam mit dem Teufel abgebildet.

## Bekannte Darstellungen

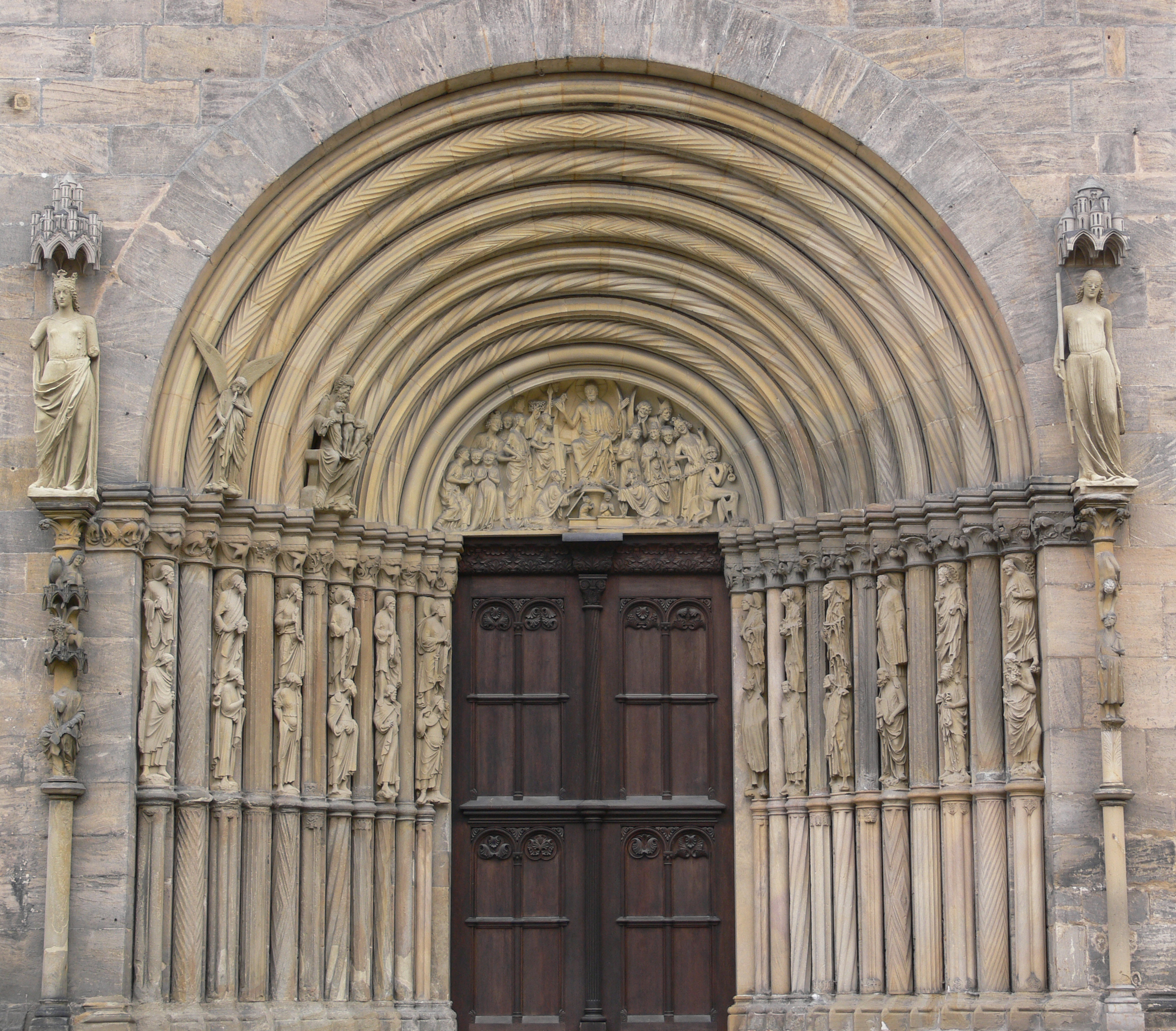
Fürstenportal vom Bamberger Dom. Linke Figur: Ecclesia mit Krone auf dem Kopf. Rechte Figur: Synagoga mit verbundenen Augen, zerbrochenem Stab und fallenden Gesetzestafeln

Besonders bekannt sind die bildhauerischen Darstellungen von Ecclesia und Synagoge an der Kathedrale Notre-Dame in Paris, am Bamberger Dom, am Freiburger, am Straßburger Münster, an der Kathedrale Metz, der Liebfrauen-Basilika Trier.

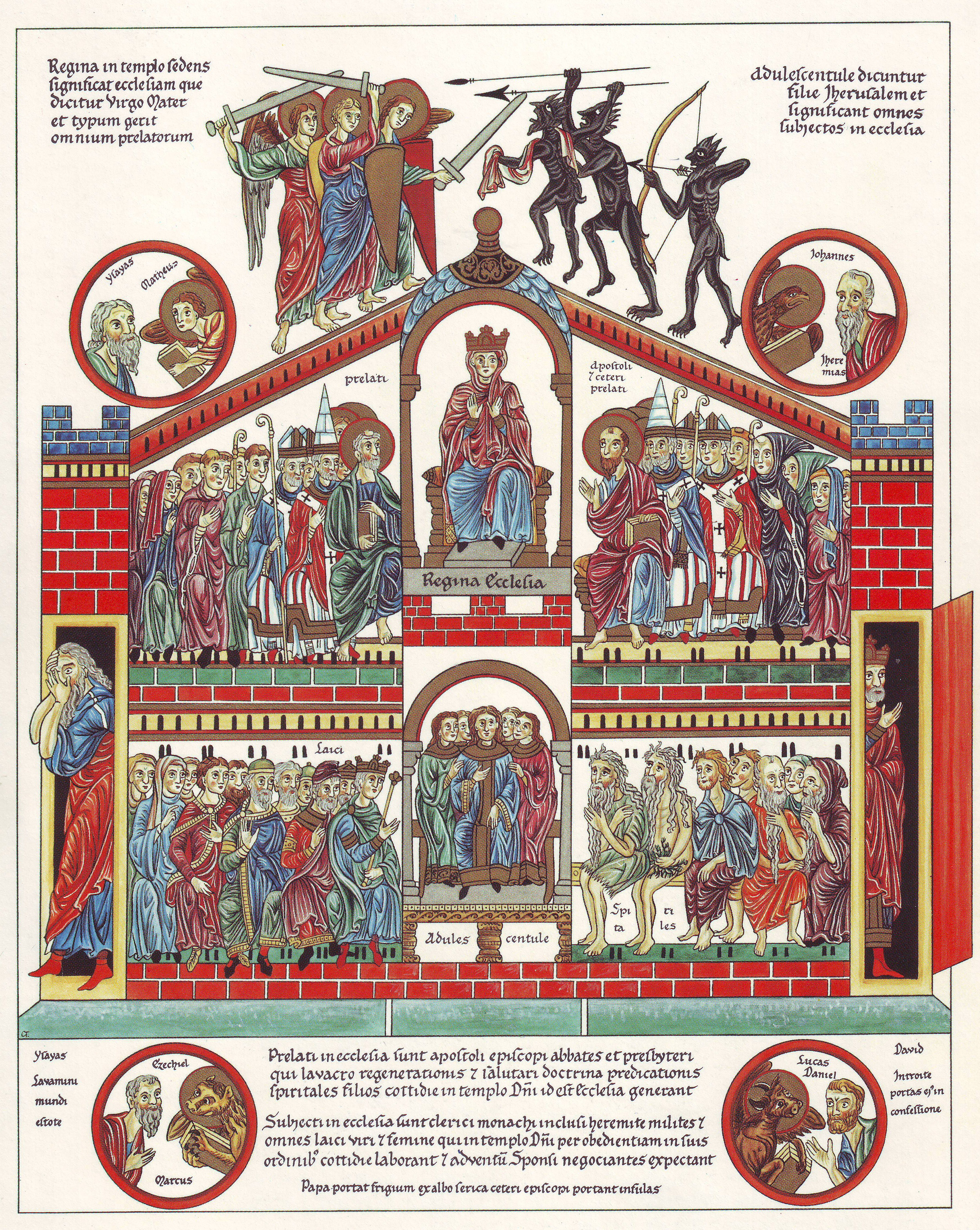
Mittelalterliche Darstellung der Kirche („Regina Ecclesia“) mit den Gläubigen im Hortus Deliciarum

Eine Einzeldarstellung der Ecclesia findet sich im Hortus Deliciarum, einer zwischen 1175 und 1195 entstandenen Enzyklopädie der Herrad von Landsberg, die in lateinischer Sprache das theologische und profane Wissen der damaligen Zeit zur Belehrung für Klosterfrauen zusammenfasst. Die Darstellung Das Gebäude der Kirche mit den Gläubigen zeigt die Kirche als ein Gebäude mit zwei Stockwerken. Oben ist die Kirche als Person, Königin und Mutter („Regina Ecclesia“) zu sehen, neben ihr die Apostel, Päpste, Bischöfe und Ordensvorsteher, welche in der Kirche lehren, unten die Jugend sowie der hörende Teil der Kirche. An den vier Ecken des Bildes werden in vier Kreisen je ein Prophet und Evangelist gezeigt, über dem Bau ist der Kampf zwischen guten und bösen Geistern dargestellt.

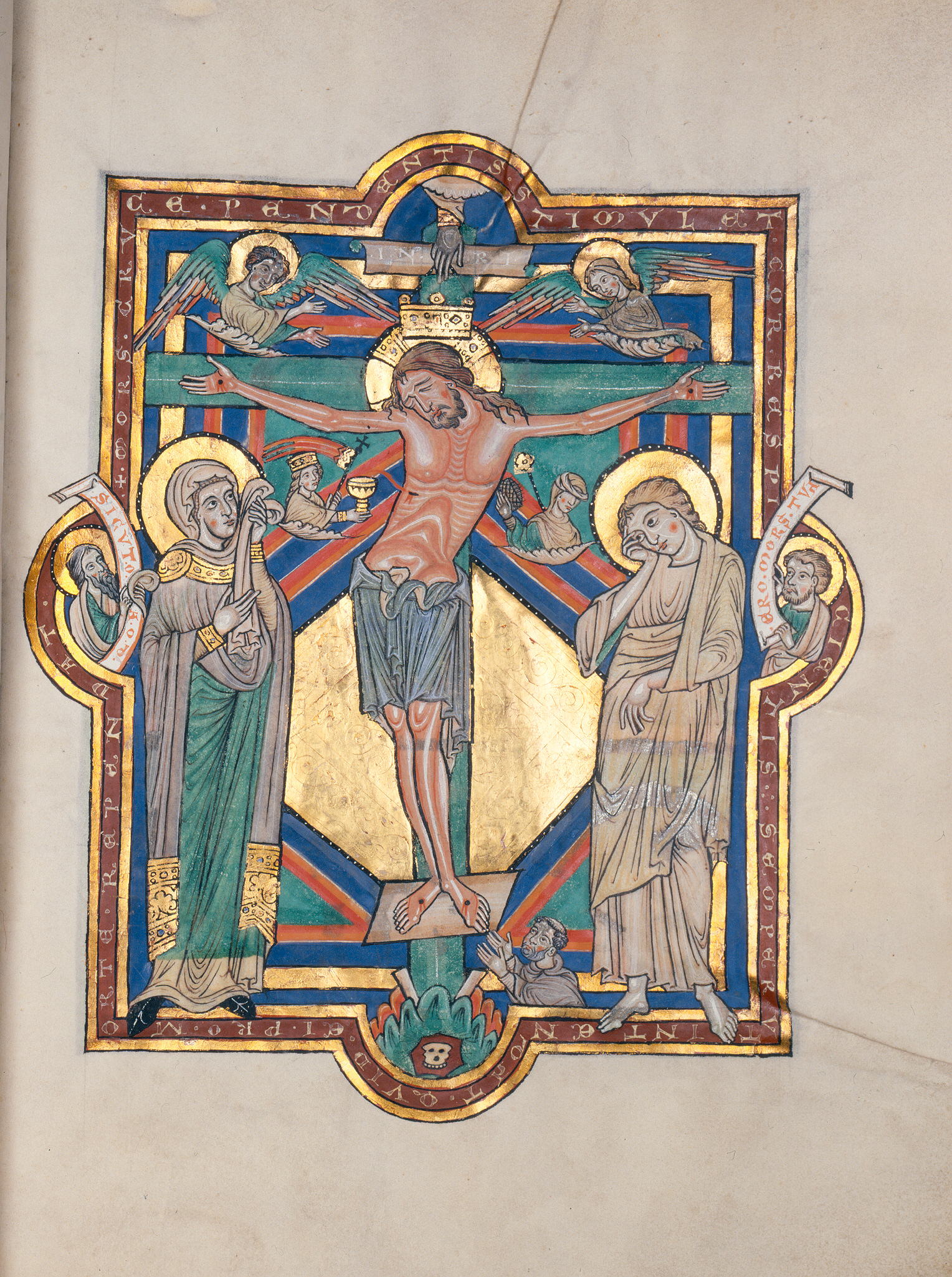
Codex Bruchsal 1, Bl. 31r, Badische Landesbibliothek

Der Codex Bruchsal 1, aus der Bruchsaler Bibliothek der Speyrer Bischöfe, enthält ein Blatt mit der Kreuzigungsszene, auf der das allegorische Gegensatzpaar Ecclesia (Christenheit) und Synagoga (Judenheit) dargestellt wird. Auf dieser Illumination des Evangelistars, einer um 1220 geschaffenen Handschrift, schwebt die Ecclesia auf einer Muschel zur Rechten des Gekreuzigten (auf dem Bild links) und fängt mit einem Kelch das Blut aus seiner Wunde auf. Eine Fahne symbolisiert den Sieg über das Judentum. Auf der anderen Seite des Gekreuzigten trägt die Gestalt der Synagoga eine Augenbinde und hält zwei Marterwerkzeuge Christi, die Dornenkrone und den Essigstab, in den Händen.
|                                                                                                  |
| Benvenuto Tisi: allegoria dell’antico e nuovo testamento con trionfo della chiesa sulla sinagoga |
| 1528–1531, Sankt Petersburg, Eremitage                                                           |

## Spätere Darstellungen

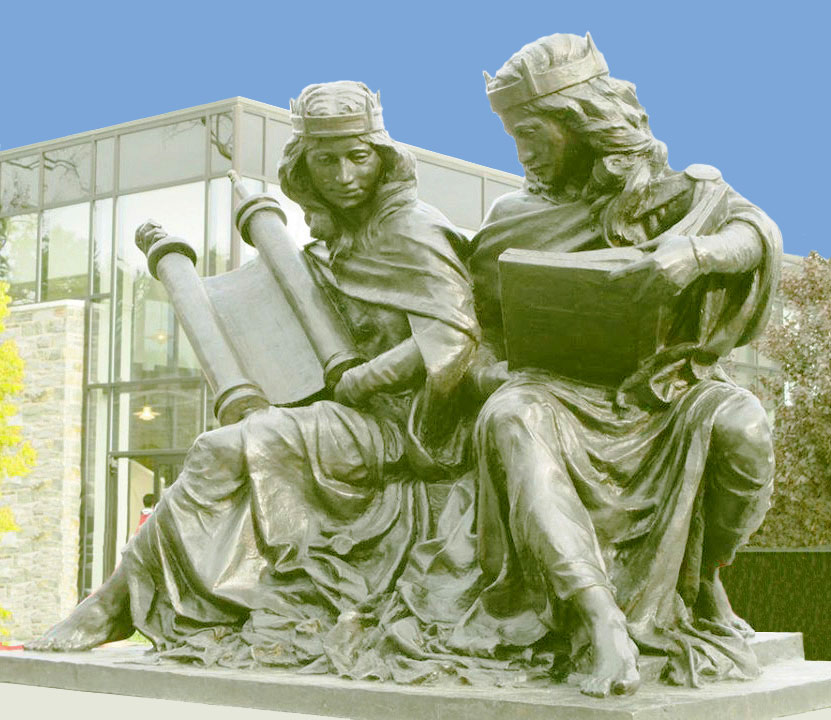
Synagoga und Ecclesia in unserer Zeit. Saint Joseph’s University, Philadelphia, 2015

Obwohl seit der Reformation die Verwendung dieses Bildmotivs deutlich abnahm, findet es sich in nicht wenigen Fällen (ca. 30) in Kirchenbauten aus dem Deutschen Kaiserreich (z. B. Gnadenstuhlmosaik in der Sakramentskapelle der Basilika Maria Laach 1910–1912; Hauptportaltympanon der Heilig-Kreuz-Kirche (Dortmund) 1914–1916; Chorbogen in der Herz-Jesu-Kirche (Berlin-Prenzlauer Berg) 1911–1927; St. Lamberti (Münster) 1911; auch an der Kirche S. Pierre-le-Jeune in Strasburg um 1900). 1932/33 wurde das Motiv vom Maria Laacher Künstlermönch Notker Becker für die Anstaltskirche zur Hl. Familie in Branitz aufgegriffen.
Auch nach dem Zäsurjahr 1945 (Ende des Nationalsozialismus) und in einer Zeit zunehmender theologischer Neubewertung des Verhältnisses zum Judentum ist die Figur der Synagoge mit dem zerbrochenen Stab noch in mindestens einem Dutzend Fällen anzutreffen, z. B. am Hochaltar des Passauer Doms (1947–1953 durch den Bildhauer Josef Henselmann; Relief Steinigung des hl. Stephanus), auf einem Glasfenster der Kirche Namen Jesu (Wien) (1950 durch den Künstler Oswin Amann; zusätzlich Abbildung eines zerfallenen Synagogengebäudes) oder auf dem Ambo im Mönchengladbacher Münster (1991 durch den Bildhauer Elmar Hillebrand).
Darstellungen, die das erneuerte Verhältnis zwischen Juden und Christen reflektieren und auch auf negative Konnotationen verzichten, sind auf einem Glasfenster der Kirche St. Barbara in Bonn-Ippendorf zu sehen (1995 durch den Glasmaler Paul Weigmann, Synagoge hält eine Thorarolle) wie auch bei der für die Versöhnungskirche in Dachau geschaffene Statue (1999) des Bildhauers Franz Hämmerle, die als Leihgabe im Klostergarten des Karmels Heilig Blut in Dachau steht.
Die Skulptur Synagoga and Ecclesia in Our Time an der St. Joseph’s University in Philadelphia wurde 2015 anlässlich des 50-jährligen Jubiläums der päpstlichen Erklärung Nostra aetate errichtet. Sie zeigt die Personifikationen des Judentums und des Christentums in harmonischer Eintracht.